# Madrid / Cuatro Vientos
Madrid / Cuatro Vientos är en flygplats i Spanien.   Den ligger i provinsen Provincia de Madrid och regionen Madrid, i den centrala delen av landet, i huvudstaden Madrid. Madrid / Cuatro Vientos ligger 690 meter över havet.
Terrängen runt Madrid / Cuatro Vientos är platt. Runt Madrid / Cuatro Vientos är det mycket tätbefolkat, med 4 343 invånare per kvadratkilometer. Närmaste större samhälle är Madrid, 8,6 km nordost om Madrid / Cuatro Vientos. Runt Madrid / Cuatro Vientos är det i huvudsak tätbebyggt.